# The Waxidermist
The Waxidermist, aussi connu sous le nom de Lawkyz, et de son vrai nom Sébastien Charpiot, est un bassiste, contrebassiste, beatmaker et réalisateur artistique français. Son style de musique s'inscrit au carrefour du jazz, du hip-hop et de l'électronique, dans une logique de rencontres et de nombreux featuring. Il est également le fondateur du label de musique Sound Sculpture Records.

## Discographie
- 2022 : Tribe (Sound Sculpture Records)Tribe

1. Enter the Dojo Feat. Starrlight
2. Inner Peace Feat. DistantStarr
3. Wu Feat. RacecaR
4. The Path Feat. RacecaR
5. Chi
6. Beautiful Feat. Bibi Tanga
7. Beyond Feat. RacecaR & Elodie Rama
8. Following the White Clouds Feat. RacecaR
9. Shaolin's Monk
10. The Way of the Ronin Feat. Ta-Ti
11. Moon's Samurai

- 2018 : The Origami Case (Sound Sculpture Records)The Origami Case

1. A New Dawn
2. My Ill Disease Feat. Mattic
3. The Adventures Feat. RacecaR, Venomous 2000 & Mattic
4. The Origami Case Feat. Green T
5. The Snow Feat. RacecaR & Anna Kova
6. The Connection Feat. Venomous 2000, Mattic & RacecaR
7. Breathin Feat. Anna Kova
8. Dusk's Forgotten Pearl
9. Forgotten Gem Feat. FP & Mattic
10. Well Feat. Venomous 2000, Mattic & RacecaR
11. Remember Feat. RacecaR
12. A Glimpse Of Heaven Feat. RacecaR & Mattic

- 2017 : The Snow (Sound Sculpture Records)The Snow

1. The Snow Feat. Racecar & Anna Kova (Radio Edit)
2. The Snow (Instrumental) (Radio Edit)
3. My Ill Disease Feat. Mattic
4. My Ill Disease Feat. Mattic (Ghost Wreck Remix)

- 2015 : The Waxidermist (Sound Sculpture Records)

1. Listen Feat. Mattic & Astrid Engberg
2. The Man with the Wax Hand Feat. Racecar
3. Put It In Your Pipe Feat. Bruce Sherfield
4. Come Close Feat. Elodie Rama
5. Parasites Feat. Pumpkin
6. Twilight To Paradise

En tant que bassiste du groupe UHT, The Waxidermist a enregistré les albums suivants : 
- 2009 : Ghost Forest Remixes (No Fridge)

1. 'Here We Come Again
2. 'Beauté Vérité & Amour (Igorrr Remix)
3. 'Global Warning
4. 'Ghost Forest (Tronçonneuse Version)
5. '1979 Ixtoc 1 (Palyrria Remix)
6. 'Beauté Vérité & Amour (Stratman's Remix)
7. 'Ghost Forest (DJ ClicK Remix)
8. 'Sex Dub & Jazz 'N' Roll (Brian May Dub)
9. 'Wakening Marshland
10. 'Cretan Star
11. 'Kyoto Blues
12. 'Ibama Em Açao (Illegal Version)
13. 'Ritmos Motivados (Mr. Tos Remix)
14. 'Rock It BB (Pyrod Remix)
15. 'Décembre (DJ Ben 2001 Remix)
16. 'Ghost Forest (Recycled Version)

- 2006 : Ghost Forest (No Fridge)

1. Uht jazz club
2. Bluenvironment
3. Ham mond burger
4. Nino's breaks2
5. Rock it bb
6. Alternate take
7. Dersou ouzala
8. Ghost forest
9. Ibama em açao
10. 1979 Ixtoc 1
11. Beauté vérité et amour
12. Ritmos motivados
13. Sex dub & jazz n roll
14. Tchernobyl lies